# 清水学 (経済学者)
清水 学（しみず まなぶ、1942年6月22日 - ）は、日本の経済学者。専門は中東・南アジア・中央アジアの地域研究、途上国経済発展論、比較経済体制論など。有限会社ユーラシア・コンサルタント代表取締役。アジア経済研究所総合研究部長、一橋大学大学院経済学研究科教授等を歴任。発展途上国研究奨励賞受賞。長野県阿智村生まれ。

## 略歴
長野県下伊那郡会地村（現阿智村）生まれ。1966年東京大学教養学部教養学科国際関係論分科卒業。1969年同大学社会学系大学院国際関係論修士課程修了、国際学修士。
- 1970年からアジア経済研究所で研究。同年アジア経済研究所発展途上国研究奨励賞受賞。
- 1975年から77年まで同研究所ボンベイ市海外派遣員としてターター社会科学研究所博士課程留学。
- 1984年から1987年までカイロ市海外調査員としてエジプト国立社会調査犯罪学研究所客員研究員。
- 1989年アジア経済研究所中東プロジェクトチーム・コーディネーター、
- 1992年同研究所総合研究部長。1996年から2004年宇都宮大学国際学部国際社会学科地域比較研究講座教授、
- 2004年から2006年一橋大学大学院経済学研究科教授。2006年一橋大学定年退職、同年より有限会社ユーラシア・コンサルタント代表取締役。
- 2008年から13年帝京大学経済学部教授。加え[3][4][5][6][7]、早稲田大学、国際基督教大学、獨協大学、東京外国語大学、國學院大學、東京大学、千葉大学、光陵女子短期大学、東京経済大学、信州大学、青山学院大学大学院国際政治経済学科、上智大学外国語学部、同グローバルスタディー研究科、お茶の水女子大学、法政大学国際文化学科大学院などの非常勤講師や、日本中東学会評議員やアジア政経学会評議員を勤めた[8][9]。

## 主な著書
- "The Public Sector in Egypt"Institute of Developing Economies 1986年
- "Pressure Groups and Economic Policies in Egypt"Institute of Developing Economies 1988年
- 『現代中東の構造変動』1991年※
- 『アラブ社会主義の危機と変容』1992年※
- 『中東新秩序の模索―ソ連崩壊と和平プロセス―』1997年※
- 『中央アジア―市場化の現段階と課題―』1998年※
- 『中東政治経済論』国際書院 2003年

※はいずれも清水学編、アジア経済研究所刊